# Vollständiges Handbuch der Blumengärtnerei
Vollständiges Handbuch der Blumengärtnerei (abreviado Vollst. Handb. Bl.-gärtn., ed. 2) es un libro con ilustraciones y descripciones botánicas que fue escrito por el botánico alemán Julius Friedrich Wilhelm Bosse y publicado en 5 volúmenes en los años 1840-1854 con el nombre de Vollstandiges Handbuch der Blumen-gartnerei; oder, Genaue Beschreibung fast aller in Deutschland bekannt gewordenen Zierpflanzen, mit Einschluss der Palmen und der vorzuglichsten Strauche und Baume, welche zu Lustanlagen benutzt werden (Manual completo de flores de jardín, o una descripción exacta de casi todas las plantas ornamentales conocidas en Alemania, con la inclusión de las palmas y las ventajas de arbustos y árboles, que se utilizan para sistemas) Volumen 3: leer ed. de 1859 leer ed. de 1861

## Publicación
- Volumen n.º 1, Abies-Dyckia, 1840;
- Volumen n.º 2, Ecbalium-Oxyura, 1841;
- Volumen n.º 3, Pachypodium-Zygophyllum, 1842
- Volumen n.º 4, 1849
- Volumen n.º 5, 1854